# Ernst Stephan
Ernst P. Stephan (Birkenau, Odenwald, 18 de maio de 1947) é um matemático alemão. É Professor da Universidade de Hannover.

## Vida
Stephan estudou matemática e física em Darmstadt. Obteve um doutorado em 1975 na Universidade Técnica de Darmstadt, orientado por Wolfgang Wendland, com a tese Differenzenapproximationen von Pseudo-Differentialoperatoren. Foi wissenschaftlicher Mitarbeiter em Darmstadt, onde obteve a habilitação, Boundary integral equations for mixed boundary value problems, screen and transmission problems in {\displaystyle \mathbb {R} ^{3}}. De 1983 a 1989 foi Professor no Instituto de Tecnologia da Geórgia em Atlanta, Estados Unidos. Em 1989 recebeu um chamado para a Universidade de Hannover.
Stephan trabalha na área da análise numérica, em especial na área de elementos finitos e elementos de contorno em problemas acústicos, eletromagnéticos e mecânicos.